# عصام هيثم طويل
عصام هيثم طويل مواليد 10 يوليو 1989 في حلب، هو لاعب كرة مضرب مصري ويحتل حالياً المرتبة رقم. 697 (27 أبريل 2015) في تصنيف رابطة محترفي كرة المضرب. أعلى تصنيف له في الفردي كان المركز الـ 635 في سنة 2014.

## روابط خارجية
- عصام هيثم طويل على موقع رابطة محترفي التنس (الإنجليزية)
- عصام هيثم طويل على موقع الاتحاد الدولي لكرة المضرب (الإنجليزية)
- عصام هيثم طويل على موقع كأس ديفيز (الإنجليزية)
- عصام هيثم طويل على موقع خلاصة التنس.كوم (الإنجليزية)